# Jorge Arcas
Jorge Arcas Peña (Sabiñánigo, 8 luglio 1992) è un ciclista su strada spagnolo che corre per la Movistar Team; è professionista dal 2016.

## Piazzamenti

### Grandi Giri
- Giro d'Italia

2022: 60º
- Tour de France

2021: 90º
- Vuelta a España

2017:  ritirato (12ª tappa)
2019: 93º
2020: 76º
2023: 87º
2024: 112º

### Classiche monumento
- Milano-Sanremo

2017: 120º
- Giro delle Fiandre

2016: ritirato
2017: ritirato
2018: ritirato
- Parigi-Roubaix

2016: ritirato
2017: 60º
2019: ritirato
- Liegi-Bastogne-Liegi

2020: 95º
2021: 129º
2023: 106º
2024: 97º
2025: ritirato
- Giro di Lombardia

2022: 94º

### Competizioni europee
- Campionati europei

Monaco di Baviera 2022 - In linea Elite: 93°